# ANBO I

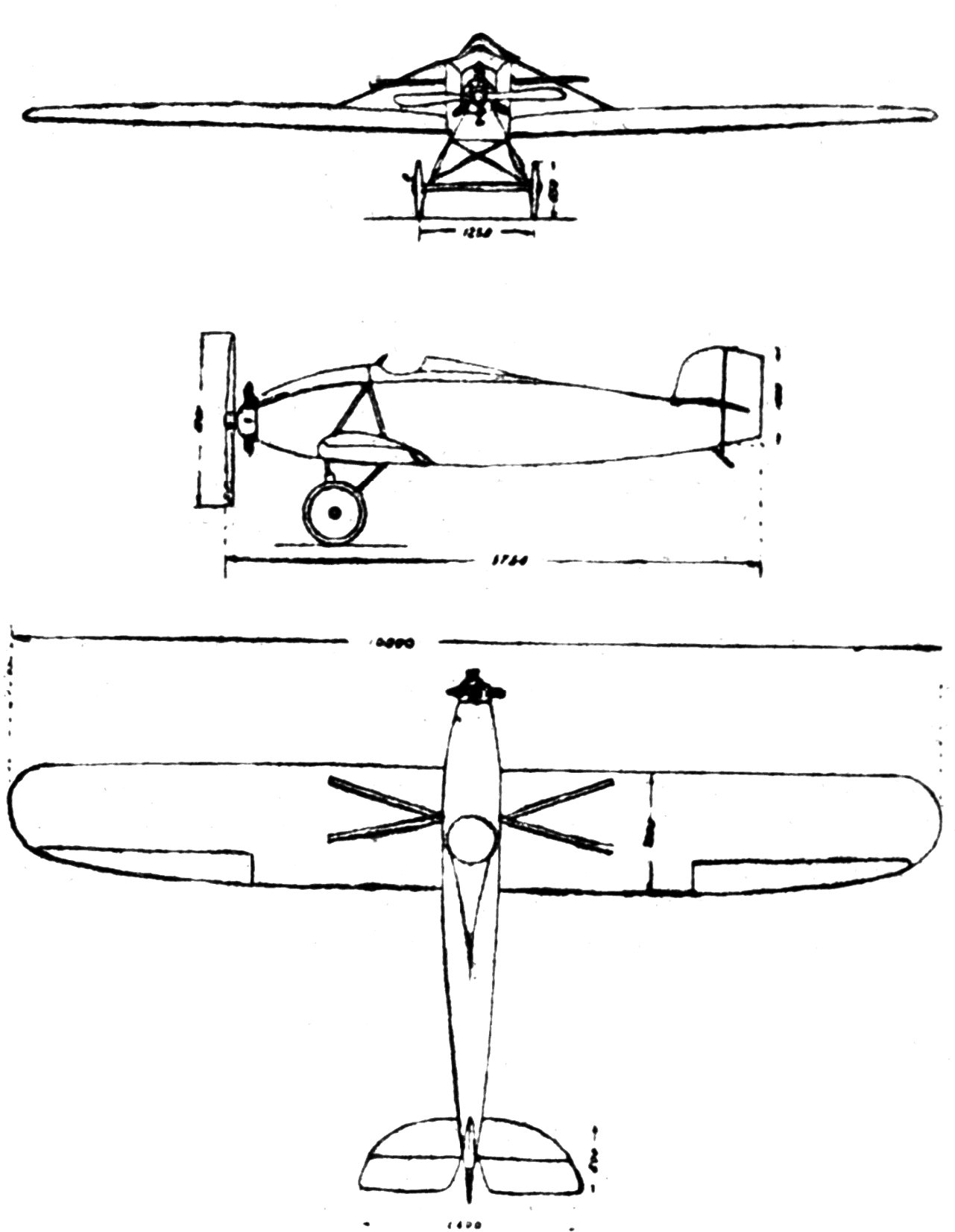
Plan 3 vues de l'Anbo I publié dans l'Air du 15 janvier 1926

L'ANBO I est un avion de sport, conçu en Lituanie en 1925 par Antanas Gustaitis et fabriqué par la Karo Aviacijos Tiekimo Skyrius.